# Fondali Isole Palmaria - Tino - Tinetto
Fondali Isole Palmaria - Tino - Tinetto este o arie protejată (arie specială de conservare — SAC, sit de importanță comunitară — SCI) din Italia întinsă pe o suprafață de 14 ha, integral marine.

## Localizare
Centrul sitului Fondali Isole Palmaria - Tino - Tinetto este situat la coordonatele 44°01′35″N 9°51′19″E / 44.026389°N 9.855278°E.

## Înființare
Situl Fondali Isole Palmaria - Tino - Tinetto a fost declarat sit de importanță comunitară în octombrie 2010 pentru a proteja . Situl a fost protejat și ca arie specială de conservare în octombrie 2016.

## Biodiversitate
Situată în ecoregiunea mediteraneană, aria protejată conține 3 habitate naturale: Recifuri, Peșteri marine scufundate complet sau parțial, Bancuri de nisip acoperite în permanență slab de apă marină.
La baza desemnării sitului se află un număr nedeclarat de specii protejate:
Pe lângă speciile protejate, pe teritoriul sitului au mai fost identificate 2 specii de nevertebrate, 3 specii de pești.